# 波索德乌拉马
波索德乌拉马，是西班牙卡斯蒂利亚-莱昂帕伦西亚省的一个市镇。 总面积14平方公里，总人口41人（2001年），人口密度3人/平方公里。